# Settled colony principle
Het settled colony principle (principe van vreedzame kolonisatie) vormt de basis van de Australische staat. Het bepaalt dat Australië niet werd veroverd of afgestaan, maar vreedzaam werd gekoloniseerd.

## Het principe

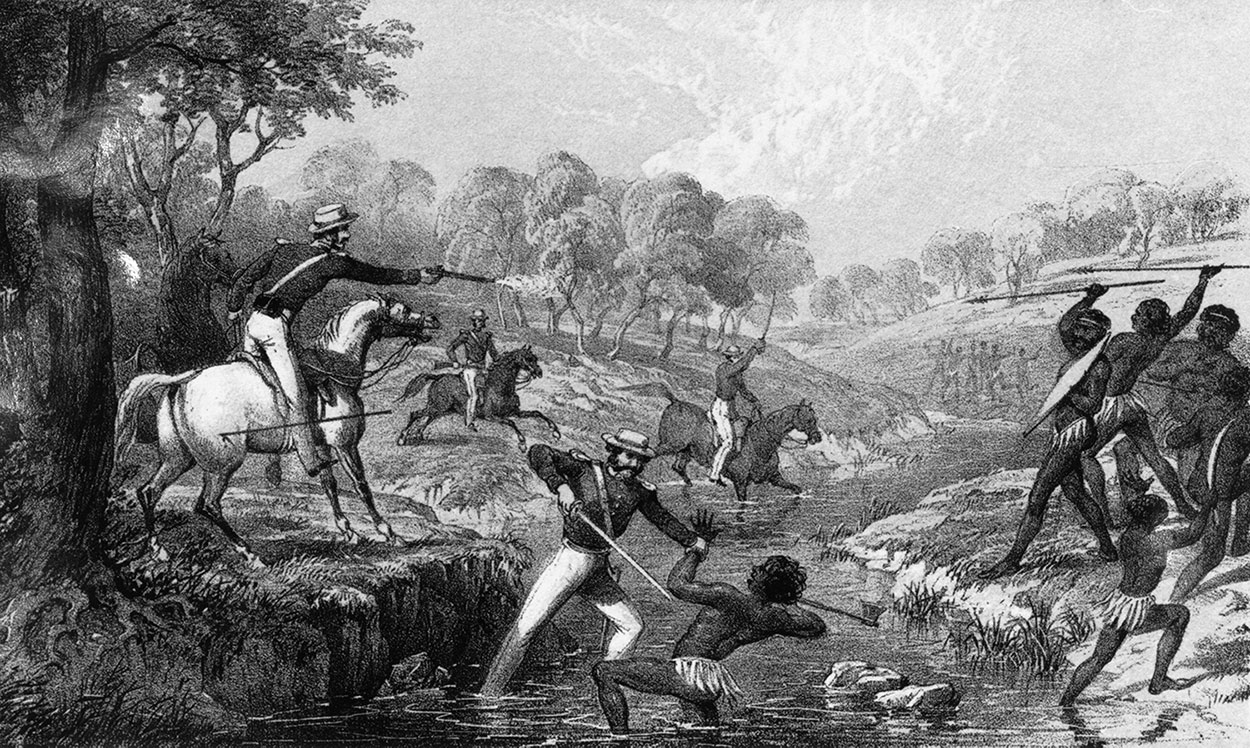
Oorlog aan het Australische pioniersfront

Het principe is gebaseerd op de aanname dat het continent voor de komst van de Europeanen terra nullius (niemandsland) was. Hieruit volgt de opvatting dat de Aboriginals onmiddellijk Britse onderdanen werden toen kapitein James Cook in 1770 de Oostkust voor de Britse Kroon in bezit nam. Verder bepaalt het principe dat Australië vreedzaam werd gekoloniseerd.
Door het principe worden twee belangrijke feiten ontkend:
1. de Aboriginals hebben hun land met hand en tand verdedigd tegen de kolonisten.
2. de Aboriginalvolkeren hadden hun eigen rechtssystemen en hun samenlevingen kenden sociale, economische, culturele en religieuze structuren.

## Ondermijning van het principe
In de Gove Land Rights Case erkende de rechtbank voor het eerst dat de Aboriginals een economische en spirituele band met hun land hebben.
In de zaak Coe v. The Commonwealth of Australia and the Government of the United Kingdom of Great Britain and Northern Ireland (kort Coe-zaak genoemd) vocht de Aboriginaljurist Paul Coe het principe van vreedzame kolonisatie aan, echter zonder succes. In zijn oordeel bleef de rechter vasthouden aan de opvatting dat Australië door kolonisatie en niet door verovering in Brits bezit was overgegaan. Hij maakte hiervoor een onderscheid tussen het veroveren van koloniën waar reeds een rechtssysteem naar Europees model bestaat en het koloniseren van gebieden die geen geciviliseerde inwoners of een gevestigd rechtssysteem hebben. De rechter oordeelde dat Australië altijd tot de laatste categorie had behoord.
In de beroemde zaak-Mabo werd het principe van terra nullius verworpen. De rechtbank erkende dat de Aboriginals over een eigen rechtssysteem beschikten dat feitelijk nooit had opgehouden te bestaan. Het settled colony principle, dat op terra nullius baseert, kwam hierdoor feitelijk op losse schroeven te staan en daarmee ook de Australische staat. De rechtbank liet het principe echter onaangetast.
„Whether or not the Australian aboriginals living in any part of New South Wales had in 1788 a system of law which was beyond the powers of the settlers at that time to perceive or comprehend, it is beyond the power of this Court to decide otherwise than that New South Wales came into the category of a settled or occupied colony.“
Tot op heden zoeken de Aboriginals erkenning van hun soevereiniteit. Een van de belangrijkste voorgangers op dit gebied is de Aboriginalactivist en jurist Michael Anderson. Omdat het omverwerpen van het settled colony principle via het Australische rechtssysteem vrijwel uitgesloten lijkt, streeft Anderson ernaar om de soevereiniteitskwestie via internationaal recht op te lossen.